# Desmaterialização
A desmaterialização é um termo em economia e ciências sociais que descreve o processo de produção de mais bens com menos material. O termo em si possui multiacentualidade, o que permite que seja explicado de forma diversa por diferentes campos das ciências sociais, como a economia convencional, que foca nos aspetos da evolução tecnológica e nas mudanças na procura do mercado, e a economia ecológica, que enfatiza o efeito da desmaterialização no ambiente natural.
Em economia, a desmaterialização refere-se à redução absoluta ou relativa da quantidade de materiais necessários para servir às funções económicas da sociedade. Em termos comuns, desmaterialização significa fazer mais com menos. Este conceito é semelhante à efemerização proposta por Buckminster Fuller.

## Origem
A desmaterialização é um fenómeno que ocorre simultaneamente ao avanço tecnológico, especialmente nos produtos da Terceira Revolução Industrial. A miniaturização e a otimização de produtos são possibilitadas pela melhoria da fabricação de wafers e da produção de baterias. A Internet apoiou a digitalização de produtos (jornal online, streaming de mídia, e-book). A servitização dos produtos deve-se à transformação industrial nas economias desenvolvidas, desde o retalho aos serviços de aluguer.
Em 1972, o Clube de Roma, no seu relatório Os Limites do Crescimento, previu uma procura cada vez maior por materiais à medida que as economias e as populações cresciam. O relatório previu que o aumento contínuo da procura por recursos acabaria por levar a um colapso económico abrupto. Estudos sobre uso de materiais e crescimento económico mostram que a sociedade está a obter o mesmo crescimento económico com muito menos material físico necessário. Entre 1977 e 2001, a quantidade de material necessária para atender a todas as necessidades dos americanos caiu de 1,18 bilião de libras para 1,08 bilião de libras, embora a população do país tenha aumentado em 55 milhões de pessoas. Al Gore observou igualmente em 1999 que, desde 1949, embora a economia tenha triplicado, o peso dos bens produzidos não mudou.
Na maioria das medidas, a qualidade de vida melhorou entre 1977 e 2001. Embora a procura do consumidor esteja a aumentar constantemente, os consumidores exigem serviços como comunicação, aquecimento e moradia, e não as matérias-primas necessárias para fornecê-los. Como resultado, há incentivos para fornecer menos materiais. O fio de cobre foi substituído por fibra óptica, os discos de vinil por tocadores de MP3, enquanto que os carros, frigoríficos e vários outros itens ficaram mais leves.
As três formas essenciais de desmaterializar um produto:
|             | Significado                        | Exemplos                                                                       |
| ----------- | ---------------------------------- | ------------------------------------------------------------------------------ |
| Otimizar    | Reduzindo a massa do produto       | Redução do peso do telemóvel                                                   |
| Digitalizar | Mudar para produtos digitais       | Papel → Laptop, eBook                                                          |
| Servitizar  | Vendendo o produto como um serviço | Produção em massa → Personalização Venda de bicicletas → Aluguer de bicicletas |

## Explicações

### Economia convencional
O economista digital Andrew McAfee observou que as duas forças fundamentais que causam a desmaterialização são: o capitalismo próspero e o progresso tecnológico. Os produtos tecnologicamente avançados permitem a melhoria dos padrões de vida consumindo menos recursos naturais. No final do século XVIII, a Revolução Industrial pode ser vista como o auge do consumo humano de matéria-prima devido à expansão do capitalismo. Desde então, o avanço da tecnologia começou a levar ao desuso de produtos obsoletos. À medida que a procura por produtos avançados aumentava, a oferta de produtos desatualizados diminuía. A economia cresce simultaneamente com a redução das necessidades de quantidade de materiais, causando um ciclo de "Mais de menos". As três consequências da desmaterialização segundo Andrew McAfee:
1. Melhoria dos padrões de vida humana e do meio ambiente natural. A pobreza está a diminuir, assim como a taxa de mortalidade infantil. Conhecimento, educação, alimentação e saneamento estão-se a espalhar rapidamente.
2. Quando mais produção é realizada por menos fábricas, o capital concentra-se ao longo do tempo. O capitalismo e o progresso tecnológico estão-se a combinar para nos permitir alcançar mais com menos, mas isso também implica que mais lucros estão indo para menos pessoas.
3. O declínio na quantidade de interações e vínculos interpessoais ao longo do tempo. Existem inúmeras razões para a redução do capital social. Uma delas tem a ver com a concentração: à medida que quintas e fábricas fecham, as conexões de trabalho que elas criaram murcham.

### Estudos ecológicos

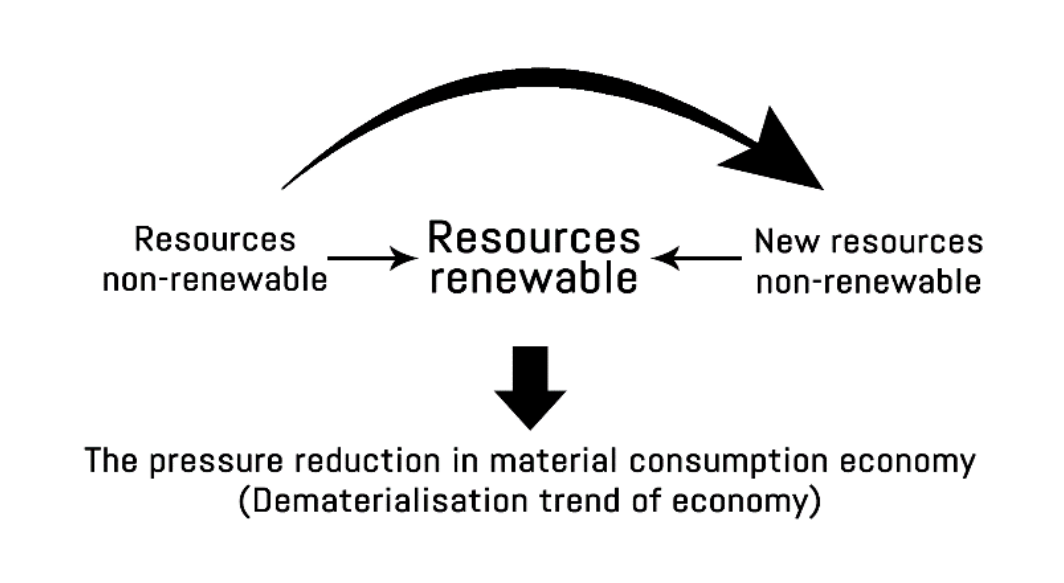
A rota da desmaterialização

Em termos de pesquisa ecológica, a desmaterialização é a melhoria do metabolismo social. Ao contrário das medidas tradicionais de proteção ambiental, facilita uma transição de mercado e industrial de recursos não renováveis para recursos renováveis, o que pode aliviar fundamentalmente os desafios ambientais. O software de processamento de texto, por exemplo, pode substituir as notas em papel, reduzindo a procura e a oferta de celulose não renovável e retardando o processo de desmatamento. A desmaterialização, por outro lado, é frequentemente dificultada pela questão da taxa de reprodução. Os itens renováveis perderão a sua competitividade de preço no mercado se a sua taxa de reprodução não puder exceder a dos produtos não renováveis. Assim, os ecologistas sugerem principalmente incentivos governamentais para o desenvolvimento de energia renovável.

## Indústrias Desmaterializadas

### Agricultura
Desde a década de 1970, a tonelagem das colheitas quadruplicou nos Estados Unidos, e a região agrícola caiu de 472 milhões para 390 milhões de hectares na década de 2010. A pegada ambiental da produção pecuária nos Estados Unidos foi reduzida como resultado dos avanços de produtividade na agricultura animal. Na Europa, América Latina e Leste Asiático, perdas semelhantes de área foram observadas, acompanhadas de enormes ganhos de produtividade.

### Abate de árvores
A maioria das economias industrializadas está agora no meio de uma "transição florestal", na qual os governos estão a recuperar terras florestais. A eficiência da silvicultura melhorou e o consumo de madeira diminuiu. Os aplicativos de redação eletrónica substituíram o papel, e navios e estruturas não são mais feitos de madeira. Desde a década de 1960, o uso global de madeira para combustível e construção diminuiu drasticamente, e a pegada da atividade humana no planeta diminuiu.

### Indústria Mineira
O aço praticamente não tinha concorrência em 1900 para muitas das aplicações exigentes, duráveis ou pesadas para as quais havia sido desenvolvido. Com a produção em larga escala de alumínio e das suas ligas, bem como a dependência de outros metais para algumas aplicações críticas, isto mudou um século depois. O titânio tem sido usado em ligas com alumínio porque é 45% menos denso que o aço, mas tem uma resistência à tração final 20% menor.
O uso de minerais também está a diminuir nos Estados Unidos. O uso de aço diminuiu em 15%, o consumo de alumínio em 30% e o consumo de cobre diminuiu em 40% nos Estados Unidos desde o final do século XX, de acordo com o US Geological Survey. Os carros agora pesam 30% menos do que no início da década de 1960, enquanto que as latas de refrigerante de alumínio são seis vezes mais leves do que eram naquela época. Ao utilizar betão armado, estrutura de aço e vidro mais resistente e leve, o consumo de cimento, pedra, areia e cascalho na construção foi minimizado. Por mais de uma década, os EUA mantiveram um nível constante de consumo de energia. Tendências semelhantes podem ser observadas no Reino Unido, que começou a reduzir a sua utilização de matérias-primas em 2001 e 2003.

## Críticas
Não existem muitas evidências de que as indústrias ao redor do mundo estejam em processo de desmaterialização. A extração internacional de seis minerais (bauxite, grupo da platina, magnésio, cobalto, molibdênio e níquel) e a produção de cimento cresceram mais rápido que o PIB de 1960 a 2019. Embora o crescimento do PIB e o avanço tecnológico mantenham um ritmo decente, a procura do mercado por materiais não renováveis não caiu. Uma razão pela qual não estamos a ver uma desmaterialização global, mas sim regional, é porque as economias avançadas terceirizaram a produção de bens de uso intensivo de materiais para os países em desenvolvimento.
Apesar dos esforços da sociedade em reciclagem e desmaterialização, espera-se que a produção primária de metais aumente no futuro devido à crescente procura global por bens de consumo. Tal como outros sectores industriais, o sector da mineração, do processamento de minerais e da produção de metais está sob crescente pressão para reduzir a quantidade de energia que consome e a quantidade de gases com efeito de estufa que emite. Devido ao crescimento populacional e à enorme procura não atendida por aço em países de baixo e médio rendimento na Ásia, América Latina e África, não existe perspetiva imediata de desmaterialização global: pode haver declínios temporários, mas o consumo global de aço continuará a crescer no longo prazo. Ao mesmo tempo, a desmaterialização relativa continuará, permitindo que as sociedades obtenham mais valor e desfrutem de padrões de vida mais elevados com a diminuição dos insumos de aço.
Embora possamos estar a usar menos materiais, ainda estamos a consumir matérias-primas. Nos Estados Unidos, por exemplo, com exceção do alumínio, o uso de metais diminuiu significativamente no último século, enquanto que o uso de papel e plástico aumentou. De acordo com o mesmo estudo, os EUA estão a substituir materiais menos densos, como madeira e aço, por alumínio e plástico. A grande maioria das investigações parece sugerir que qualquer potencial para o mundo se tornar mais verde e limpo por meio da desmaterialização depende da nossa capacidade de tornar essa prática universal. Por outras palavras, quando deixamos de utilizar um material, parece que estamos simplesmente a substituir materiais antigos e menos densos por materiais novos e menos densos.